# Wanda Langiertówna
Wanda Maria Langiertówna (Langertówna), ps. Muchołapska (ur. 3 sierpnia 1898 w Łucku, zm. 4 lipca 1919 prawdopodobnie w Winnicy) – polska działaczka niepodległościowa, wywiadowczyni Polskiej Organizacji Wojskowej, komendantka oddziału żeńskiego w Kijowie, dama Orderu Virtuti Militari.

## Życiorys
Urodziła się w rodzinie Konstantego i Emilii z d. Laskowska. W latach 1912–1914 uczyła się w prywatnej szkole Antoniny Walickiej w Warszawie. Szkołę średnią ukończyła w Kijowie, zdając w 1916 maturę przy tamtejszym gimnazjum męskim. W tym samym roku wstąpiła na wydział medyczny uniwersytetu w Kijowie. Należała do prawicowej organizacji młodzieży „Polonia”. Podczas pobytu w Kijowie działała również w ramach Związku Młodzieży Polskiej „Zet”.
W kwietniu 1918 została zaangażowana do pracy w KN III POW w Kijowie. Używała pseudonimu Muchołapska. Ukończyła kurs wywiadowczy POW (wraz z Natalią Iżykiewiczówną, Jadwigą i Marią Maciszewskimi, Wandą Pigłowską, Natalią Radziejowską, Marią Wittekówną, Jadwigą Rogalewiczówną i Marią Chojecką), a potem podoficerski. Została sekcyjną POW, a potem kierowniczką wywiadu POW w Kijowie. Prowadziła kursy dla plutonu kobiet. Jej przykład zachęcił do wstępowania do POW wiele kobiet.
W lipcu 1918 po rozłamie między Centrala Młodzieży Narodowej a Komendą Główną POW była jedną z 3 kobiet w kijowskiej „Polonii”, która nie wystąpiła z POW. Pozostałe, które złamały rozkaz, to Wanda Baraniecka i Halina Nowacka.
W listopadzie 1918 Langertówna zrezygnowała z wyjazdu do oddziałów polskich walczących z bolszewikami pod Brodami. Została w Kijowie na rozkaz ppłk. Leopolda Lisa-Kuli. W końcu grudnia 1918 została komendantką placu w Kijowie. Nadal prowadziła akcje wywiadowcze wśród sztabów i oddziałów bolszewickich w Kijowie. Wchodziła na teren sowieckich koszar, częstowała żołnierzy papierosami i podczas rozmowy wyciągała od nich potrzebne informacje. Jej działania wzbudzały zainteresowanie bolszewickich komisarzy, ale ostrożna, uniknęła aresztowania. Informacje przekazywała Wydziałowi Wojskowemu KN III. Od marca 1919 prowadziła działalność wywiadowczą i kurierską na terenie Ukrainy. W marcu 1919 ruszyła na front. Miała pieszo przejść Kijowa przez Korosteń i Samy do Kraju, a następnie nawiązać utraconą łączność z Dowództwem Naczelnym Wojska Polskiego. Akcję podjęła podczas roztopów, dodatkowo zbierając materiał wywiadowczy dla Dowództwa Grupy Kowelskiej Wojska Polskiego. Potem wysłano ją do Warszawy z raportami KN III. Następnie na prośbę Oddziału II ND WP została przydzielona do Oddziału II w Łucku jako wywiadowczyni. Wzięła z Łucka kurierkę, co pozwoliło na przywrócenie łączności KN III POW z Krajem. Kilkanaście razy przechodziła front bolszewicki. W lipcu 1919, wysłana z pieniędzmi do Kijowa, została schwytana przez bolszewickiego komisarza. Kilka dni po aresztowaniu rozstrzelano ją prawdopodobnie w więzieniu w Winnicy.
Odznaczona pośmiertnie, za działalność w POW – Krzyżem Srebrnym Orderu Wojskowego Virtuti Militari oraz dwukrotnie Krzyżem Walecznych.

## Odznaczenia
- Krzyż Srebrny Orderu Wojskowego Virtuti Militari nr 7894[1][5] – 17 maja 1922 „za czyny w byłej POW na Wschodzie (KN III)”[11]
- Krzyż Walecznych – dwukrotnie[9]
- Krzyż Niepodległości z Mieczami przyznany 9 października 1933[12][13]